# 1873 aux Territoires du Nord-Ouest
Chronologie des Territoires du Nord-Ouest
- 1869
- 1870
- 1871
- 1872
- 1873
- 1874
- 1875
- 1876
- 1877

Cette page concerne les événements survenus en 1873 dans le territoire canadien des Territoires du Nord-Ouest.

## Politique
- Premier ministre : Joseph Édouard Cauchon (Lieutenant-gouverneur du Manitoba)
- Législature : Conseil temporaire nord-ouest (en)

## Événements
- 23 mai : La Police montée du Nord-Ouest se trouvent à la police dans les Territoires du Nord-Ouest, qui comprenait alors la région d'aujourd'hui de l'Alberta et de la Saskatchewan.